# Crotalaria similis
Crotalaria similis är en ärtväxtart som beskrevs av William Botting Hemsley. Crotalaria similis ingår i släktet sunnhampor, och familjen ärtväxter. Inga underarter finns listade i Catalogue of Life.